# Ataque ao estúdio da Kyoto Animation
O ataque incendiário à Kyoto Animation (京都アニメーション放火殺人事件, Kyōto Animēshon hōka satsujin jiken) foi um evento incendiário supostamente criminoso ocorrido no Estúdio 1 da Kyoto Animation no bairro Fushimi da prefeitura de Quioto, Japão, na manhã de 18 de julho de 2019, que acarretou na morte de no mínimo 36 pessoas, ferindo mais 33, e destruindo a maioria dos materiais e computadores no local. Considerado "terrorismo suicida" por um professor de criminologia da Universidade Rissho, pois foi supostamente realizado pelo suspeito com a intenção de ser um ataque suicida.
É um dos piores incidentes de assassinato em massa na história do Japão desde o fim da Segunda Guerra Mundial e o incêndio à construção mais mortífero do país desde o incêndio do edifício Myojo 56 em 2001.
O suspeito Shinji Aoba, que não trabalhava no estúdio, entrou pela porta da frente e encharcou a área e diversos funcionários com gasolina antes de acendê-la, incendiando o edifício. Após atear fogo a si mesmo enquanto acendia a gasolina, o suspeito tentou fugir, porém foi apreendido pela polícia cerca de 100 metros de distância do edifício. Testemunhas relataram o ouvir acusar o estúdio de plágio. A polícia prendeu Aoba por suspeita de assassinato e outros delitos em 27 de maio de 2020, após aguardar mais de 10 meses pela suas recuperação das queimaduras graves. Ele foi formalmente acusado em 16 de dezembro de 2020. Posteriormente, Aoba foi declarado culpado às acusações em 5 de setembro de 2023 e foi punido à morte em 25 de janeiro de 2024.
Além das condolências e mensagens de apoio de líderes mundiais e nacionais, fãs e empresas angariaram mais de 3,3 bilhões de ienes no Japão e mais de 2,3 milhões de dólares fora do Japão para ajudar o estúdio e seus funcionários se recuperarem. Como resultado do incidente, algumas obras e colaborações do estúdio foram adiadas, e diversos eventos foram cancelados ou suspensos.

## Antecedentes

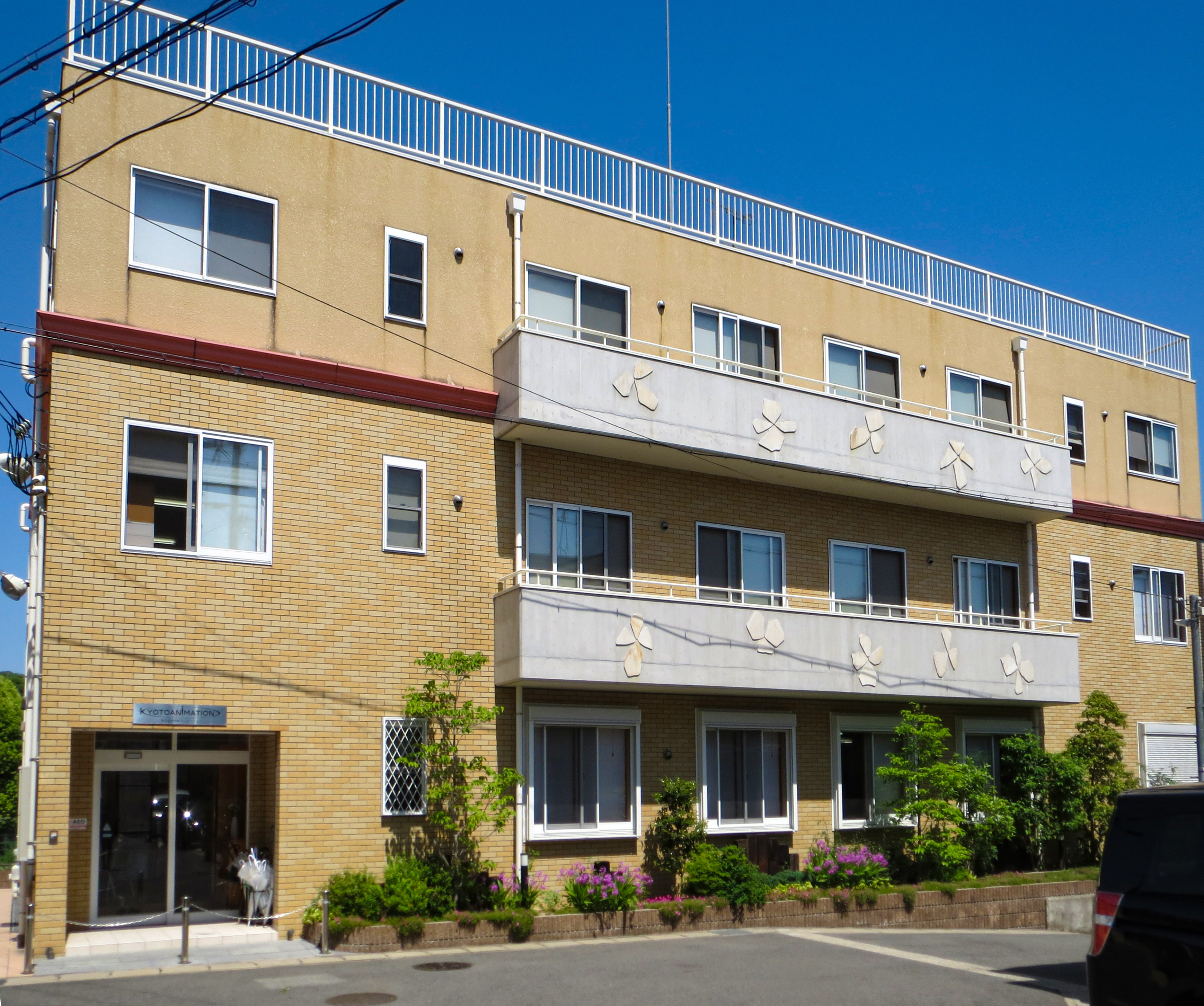
Estúdio 1 da Kyoto Animation, em maio de 2015.

A Kyoto Animation é um dos estúdios de anime mais aclamados do Japão, conhecida por animações como Suzumiya Haruhi no Yūutsu, K-On! e Clannad. A KyoAni possui diversos endereços em Quioto: o Estúdio 1 (localizado em Fushimi), Estúdio 2 (a sede) e o Estúdio 5. O departamento de desenvolvimento de merchandising do estúdio está localizado em Uji, à distância de uma estação de trem do Estúdio 1. O edifício costumava ser utilizado pela equipe de produção de animação e foi construído em 2007.
Algumas semanas antes do ataque a Kyoto Animation recebeu ameaças de morte. O presidente executivo da empresa, Hideaki Hatta, afirmou que eles não sabiam se as ameaças possuíam alguma relação com o incidente, já que elas foram enviadas anonimamente, mas ele informou advogados e a polícia quanto a elas. Eles supostamente recebiam até 200 ameaças por ano antes do ataque. Após ser informada das ameaças em outubro de 2018, a força policial japonesa temporariamente patrulhou o escritório principal da empresa.

## Incidente
O incêndio iniciou-se com uma explosão por volta das 10h31 (01h31 UTC), quando o autor do crime entrou no Estúdio 1 e ateou fogo ao edifício utilizando 40 litros de gasolina. O autor do crime transportou a gasolina até cerca de 10 km de distância do estúdio, e acredita-se que ele caminhou até o edifício enquanto carregava a gasolina em um carrinho de plataforma. A polícia acredita que a gasolina espalhada no local misturou-se com o ar, causando então uma explosão logo de início. De acordo com relatos, o suspeito gritava "morra!" (死ね, shi-ne) conforme realizava o ataque. Ele também jogou gasolina em cima de algumas pessoas antes de acendê-las em fogo — ateando fogo a si mesmo no processo —, fazendo com que elas corressem em chamas para às ruas.
Conforme o incêndio crescia na entrada, os funcionários ficaram presos dentro do edifício. 20 corpos foram encontrados nas escadas do terceiro andar, a caminho do teto, indicando que as vítimas estavam tentando escapar. O Dr. Tomoaki Nishono, Professor Adjunto do Instituto de Pesquisa em Prevenção a Desastres da Universidade de Quioto, estimou que o segundo e terceiro andar foram preenchidos com fumaça em menos de 30 segundos após a explosão. O suspeito fugiu da cena do crime porém foi perseguido por dois funcionários da Kyoto Animation e então desmaiou na rua, onde ele foi apreendido pela polícia. Múltiplas facas não utilizadas foram encontradas na cena do crime.
O incêndio estava sob controle às 15h19 (06h19 UTC), e foi extinto às 6h20 do próximo dia (21h20 UTC). Após o fim das tentativas de resgate, foi confirmado que todos os funcionários do estúdio haviam sido contabilizados. Às 22h (13h00 UTC), a Agência de Gestão de Incêndios e Desastres publicou um relatório informando que o fogo destruiu o edifício completamente. O prédio não possuía chuveiros automáticos ou hidrantes internos devido à sua classificação como um pequeno prédio comercial, porém ele não possuía carências quanto à conformidade de segurança contra incêndio durante sua última inspeção em 17 de outubro de 2018. Relatos iniciais afirmaram que a entrada ao estúdio exigia a utilização de cartões dos funcionários, porém a porta não estava trancada já que o estúdio aguardava por visitantes. Contudo, estes relatos foram imprecisos: não havia um sistema de segurança implementado e a porta era sempre deixada aberta durante o horário comercial.
O ataque incendiário destruiu a maioria dos materiais e computadores no Estúdio 1 da Kyoto Animation, embora uma pequena parte dos quadros-chave estava em exibição em Tokushima e consequentemente foi poupada da destruição. Em 29 de julho, a Kyoto Animation declarou que conseguiram recuperar parte de seus desenhos originais digitalizados de um servidor que sobreviveu ao incêndio.
O incêndio é descrito como um dos massacres mais mortíferos na história do Japão desde o fim da Segunda Guerra Mundial, e o incêndio mais mortal de uma construção no país desde o incêndio do edifício Myojo 56 em 2001. O ataque foi considerado "terrorismo suicida" por um professor de criminologia da Universidade Rissho, já que o incidente foi supostamente realizado pelo suspeito com a intenção de ser um ataque suicida.

## Vítimas
Havia 70 pessoas dentro do prédio quando o incêndio foi iniciado. Um total de 36 pessoas morreu, incluindo três que faleceram mais tarde no hospital. De acordo com a força policial de Quioto, foi difícil identificar algumas vítimas já que elas sofreram queimaduras severas. Resultados de autópsias liberados em 22 de julho revelaram que a maioria das vítimas sucumbiu às queimaduras (em vez de intoxicação por monóxido de carbono) graças ao fogo que espalhou-se rapidamente. Testes de DNA foram feitos para ajudar nas identificações, durando uma semana após o incêndio. Foi relatado que dois terços das vítimas (pelo menos 20 pessoas) eram mulheres, já que o estúdio era conhecido por contratar animadoras.
O presidente da Kyoto Animation pediu, através da força policial, que a mídia não divulgasse os nomes das vítimas como uma maneira de respeitar suas famílias, declarando que "divulgar seus nomes não faz nada para servir o bem público". Em 25 de julho, a força policial de Quioto afirmou terem identificado todas as 34 vítimas e começaram a devolver os corpos das vítimas aos seus parentes. 2 dias depois, em 27 de julho, foi relatado que mais uma vítima havia falecido no hospital, aumentando o número de mortos para 35. A polícia discutiu com a Kyoto Animation se, quando e como revelar as identidades dos mortos. Algumas das famílias divulgaram suas próprias descobertas à mídia a respeito da situação de seus entes queridos, incluindo a família da colorista Naomi Ishida que confirmou a morte dela em 24 de julho. Em 26 de julho de 2019, a família do animador, roteirista e diretor do anime A Empregada Dragão da Srta. Kobayashi, Yasuhiro Takemoto também confirmou sua morte através de testes de DNA. Em 2 de agosto, a força policial de Quioto liberou os nomes de dez vítimas cujos velórios haviam encerrado, com o consentimento de seus parentes, e no mesmo dia foi confirmado que os diretores de animação Yoshiji Kigami e Futoshi Nishiya estavam entre os mortos. Em 27 de agosto, considerando o impacto social do caso, as autoridades revelaram oficialmente os nomes das 25 vítimas restantes, incluindo a diretora do conselho e diretora de animação Shōko Ikeda.
De início, foi declarado que pelo menos 36 pessoas sofreram lesões, este número caiu para 34, quando duas morreram no hospital. Dez dos feridos foram descritos como em sérias condições, um destes precisando amputar suas pernas. Entre aqueles reconhecidos como fora de perigo estava a diretora de animação Naoko Yamada, que dirigiu K-On!, Koe no Katachi e Liz and the Blue Bird. De acordo com o Ministério de Relações Exteriores da Coreia do Sul, uma das vítimas feridas foi uma mulher sul-coreana.
Em 7 de setembro, foi declarado que 7 mulheres ainda estavam passando por tratamentos no hospital, 3 delas em condições críticas. Contudo, em 18 de setembro foi relatado que as 34 pessoas feridas no ataque não mais estavam em risco de vida, apesar de algumas permanecerem na UTI com queimaduras severas. Em 4 de outubro de 2019, foi anunciado que uma mulher faleceu devido a um choque séptico, levando o número de mortos a 36. Cinco pessoas permaneceram na UTI.

## Culpado
Shinji Aoba (青葉 真司, Aoba Shinji), um homem de 41 anos de idade, foi identificado como o suspeito pela polícia e um mandato foi emitido para sua prisão.
De acordo com moradores locais, um homem que se assemelhava ao Aoba foi visto perto do estúdio dias antes do incidente. Além disso, ele aparenta ter visitado dias antes do ataque vários locais de interesse pela cidade relacionados a Hibike! Euphonium. Após o ataque, Aoba fugiu da cena do crime após ser perseguido por empregados do estúdio, porém foi apreendido pela força policial de Quioto perto da Estação Ferroviária Elétrica de Keihan Rokujizo, cerca de 100 metros de distância do estúdio; Aoba foi então levado ao hospital com queimaduras severas em suas pernas, tórax e rosto. Durante seu transporte ao hospital, ele admitiu ter iniciado o incêndio, possivelmente por vingança, acusando o estúdio de ter "plagiado" seu trabalho. Apesar disso, Hatta declarou inicialmente que não existem registros de envios feitos ao concurso anual de escrita da empresa com o nome do suspeito. Posteriormente, a Kyoto Animation divulgou que eles haviam recebido um esboço de livro do suspeito; porém, ele não passou da primeira etapa de avaliação e foi esquecido, e foi confirmado que o conteúdo do esboço não possuía similaridades aos trabalhos publicados pelo estúdio.
Devido às queimaduras severas sofridas durante o incidente, Aoba foi transferido a um hospital universitário em Osaka para tratamentos adicionais, onde ele recebeu a cirurgia de transplante de pele necessária. Em 5 de setembro de 2019, foi divulgado que Aoba não mais passava por riscos de vida, mas ainda estava sendo tratado na UTI e necessitava de ventilação mecânica. Foi divulgado em 18 de setembro que Aoba havia recuperado a fala; em 8 de outubro ele havia iniciado sua reabilitação, sendo capaz de sentar-se em uma cadeira de rodas e manter conversas curtas. A polícia havia obtido um mandato para sua prisão, mas necessitaram aguardar por uma confirmação dos médicos de que Aoba suportaria confinamento. Em 14 de novembro de 2019, ele foi movido para outro hospital em Quioto para sua reabilitação final. Aoba recuperou-se da maioria de seus ferimentos e reconheceu sua responsabilidade pelo ataque. Ele expressou seus sentimentos de remorso e gratidão direcionada aos funcionários do hospital, que segundo ele o tratou melhor do que qualquer pessoa em sua vida. Por outro lado, ele informou a polícia que acendeu o fogo porque a KyoAni havia roubado seu trabalho, e que ele esperava receber a pena de morte. A maioria da pele queimada de Aoba foi substituída por pele artificial experimental, já que as vítimas foram priorizadas no recebimento de doações de pele humana. Este é o primeiro caso de uso de pele artificial para queimaduras tão severas no Japão. Até janeiro de 2020, Aoba continuou hospitalizado, e não conseguia levantar-se ou se alimentar sem assistência. Em 27 de maio de 2020, foi considerado que Aoba já havia se recuperado suficientemente de suas queimaduras, e ele foi formalmente preso por suspeitas de assassinato e outros delitos. Ele foi formalmente acusado em 16 de dezembro de 2020 de assassínio, entre outros crimes.
Aoba já possuía um histórico criminal antes do incidente, e sofre de algum transtorno mental. Em 2012, ele assaltou uma loja de conveniência em Ibaraki utilizando uma faca, o que o levou a ser preso por 3 anos e meio. Foi especulado que o transtorno mental que Aoba sofre podia reduzir sua penalidade máxima pelo ataque de uma pena de morte para prisão perpétua.
Em 12 de maio de 2023, o Tribunal Distrital de Kyoto anunciou que Aoba seria submetido a julgamento em 5 de setembro de 2023 e que o veredicto seria anunciado em 25 de janeiro de 2024. Aoba foi declarado culpado às acusações em 5 de setembro de 2023. Em 7 de dezembro de 2023, os procuradores anunciaram que iriam solicitar a pena de morte para Aoba. Em 25 de janeiro, o tribunal anunciou que Aoba foi condenado à pena de morte.

## Consequências
Um mês após o ataque incendiário, as vítimas começaram a retornar ao trabalho em outro estúdio da Kyoto Animation. Até outubro de 2019, apesar de o número de empregados da KyoAni ter diminuído de 176 para 137, 27 das 33 vítimas sobreviventes retornaram ao trabalho com muitas decidindo tirar pausas estendidas para lidar com o estresse e ansiedade ocasionados pelo ataque.
A empresa emitiu uma declaração oficial, solicitando o respeito pelas vítimas e seus familiares, também informando que futuras declarações seriam emitidas através da força policial ou seus advogados. A demolição do edifício foi completada em 28 de abril de 2020, sem que planos adicionais para o local fossem revelados. Em uma entrevista, o presidente da Kyoto Animation, Hideaki Hatta, declarou que estava considerando substituir o edifício com um parque público e um monumento memorial. Porém, os habitantes da região não desejavam que um memorial fosse construído pois o mesmo destruiria "o estilo de vida pacífico [dos moradores locais]".
Devido aos esforços de recuperação, a Kyoto Animation suspendeu a 11th Kyoto Animation Awards, uma premiação anual para a descoberta de novas histórias.
Em novembro de 2019, o estúdio decidiu continuar seus programas de treinamento para aspirantes a animadores, onde estagiários seriam treinados em filmes, desenho e animações. Ao graduar do programa, os estagiários excepcionais poderiam ser contratados pelo estúdio após serem novamente examinados.

### Impacto em produções
Como resposta a este incidente, um evento de publicidade do filme Free! foi cancelado, a produção de colaboração de Hibike! Euphonium entre a Kyoto Animation e a linha ferroviária Keihan Main Line foi adiada, assim como o episódio 4 de Humanoid Monster Bem. O terceiro episódio de Fire Force, um anime do estúdio David Production sobre bombeiros e pessoas morrendo por combustão espontânea foi adiado por uma semana e lançado com modificações na narração do anime e sequência de cores dos incêndios retratados. Os episódios posteriores de Fire Force foram tratados de maneira semelhante. A Kyoto Animation decidiu continuar com a pré-estreia de Violet Evergarden Gaiden em 3 de agosto de 2019 na convenção alemã AnimagiC, como planejado originalmente. As datas de exibição em cinemas japoneses foram estendidas em uma semana e as vítimas foram honradas nos créditos finais. Apesar das notícias iniciais afirmando que o próximo filme de Violet Evergarden estrearia em 10 de janeiro de 2020 como programado, mais tarde foi anunciado que o mesmo foi atrasado para 24 de abril de 2020, mas como resultado da pandemia de COVID-19 o filme foi adiado para 18 de setembro de 2020. Um episódio de Animation x Paralympic, originalmente programado para ser exibido em agosto de 2019, foi eventualmente anunciado como cancelado em 28 de fevereiro de 2020, foi citado que não seria possível concluir a produção a tempo para os Jogos Paralímpicos de 2020.

### Medidas para prevenir reincidência
A Agência de Gestão de Desastres e Incêndios e a Agência Nacional de Polícia emitiram um comunicado em 25 de julho de 2019, solicitando que postos de gasolina mantenham um registro de vendas de pessoas comprando gasolina em recipientes que possam ser reabastecidos, que obedecem aos regulamentos de segurança contra incêndios. Cada registro deve conter informações pessoais do comprador como nome, endereço, o propósito da compra, e a quantidade comprada. Apesar de o comunicado não possuir respaldo legal, a maioria dos compradores obedeceram a este requerimento adicional voluntariamente. Esta medida foi formalizada com uma revisão dos regulamentos relevantes e foi aplicada em 1 de fevereiro de 2020 tornando o registro de vendas mandatório. Após o incidente, o Departamento Municipal de Incêndios de Quioto formulou orientações para evacuação no evento de ataque incendiário ou terrorismo, e encorajou a instalação de escadas de evacuação.

## Reações

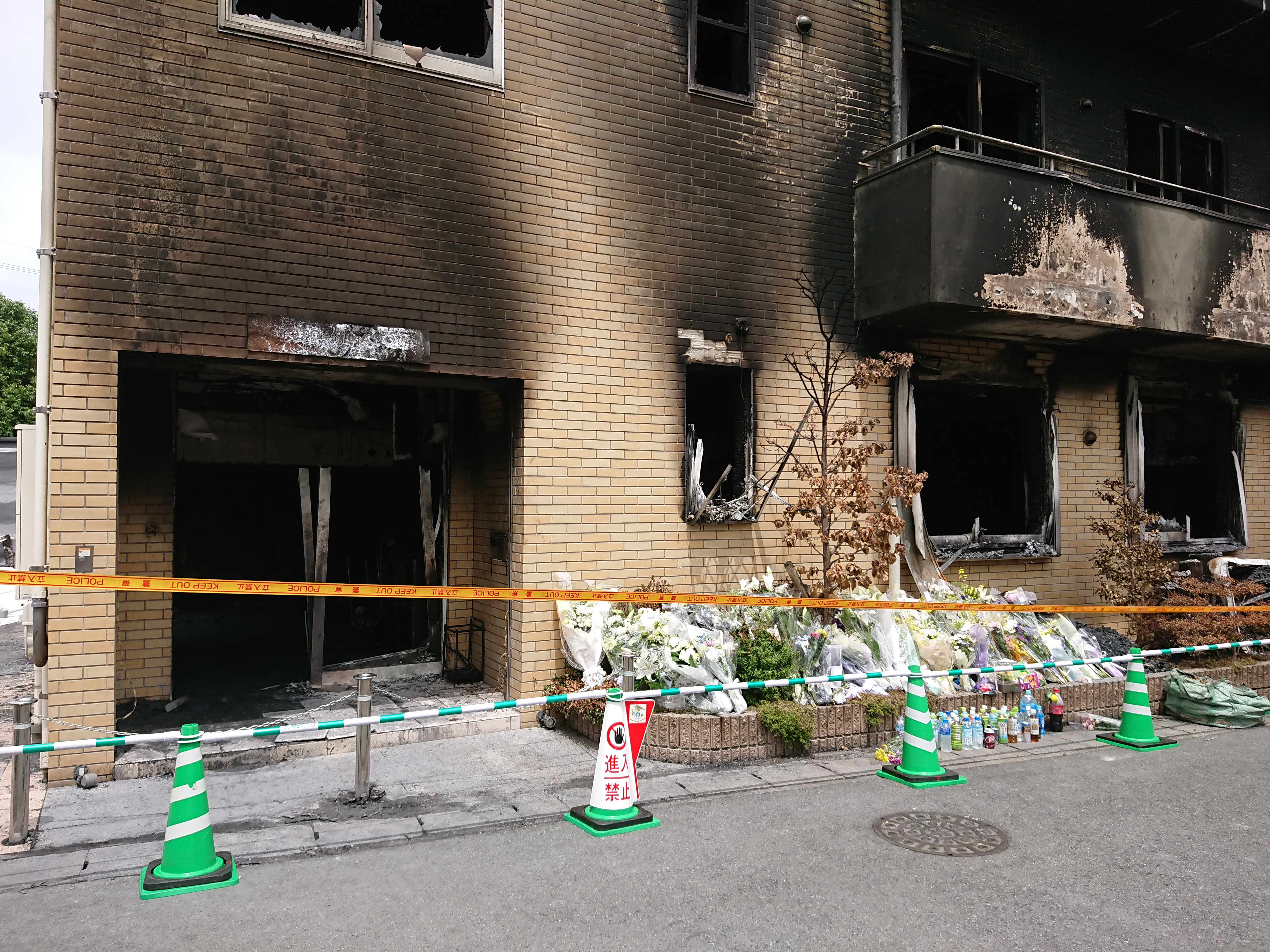
A entrada do estúdio após o ataque incendiário. Bebidas e buquês foram colocados no memorial.

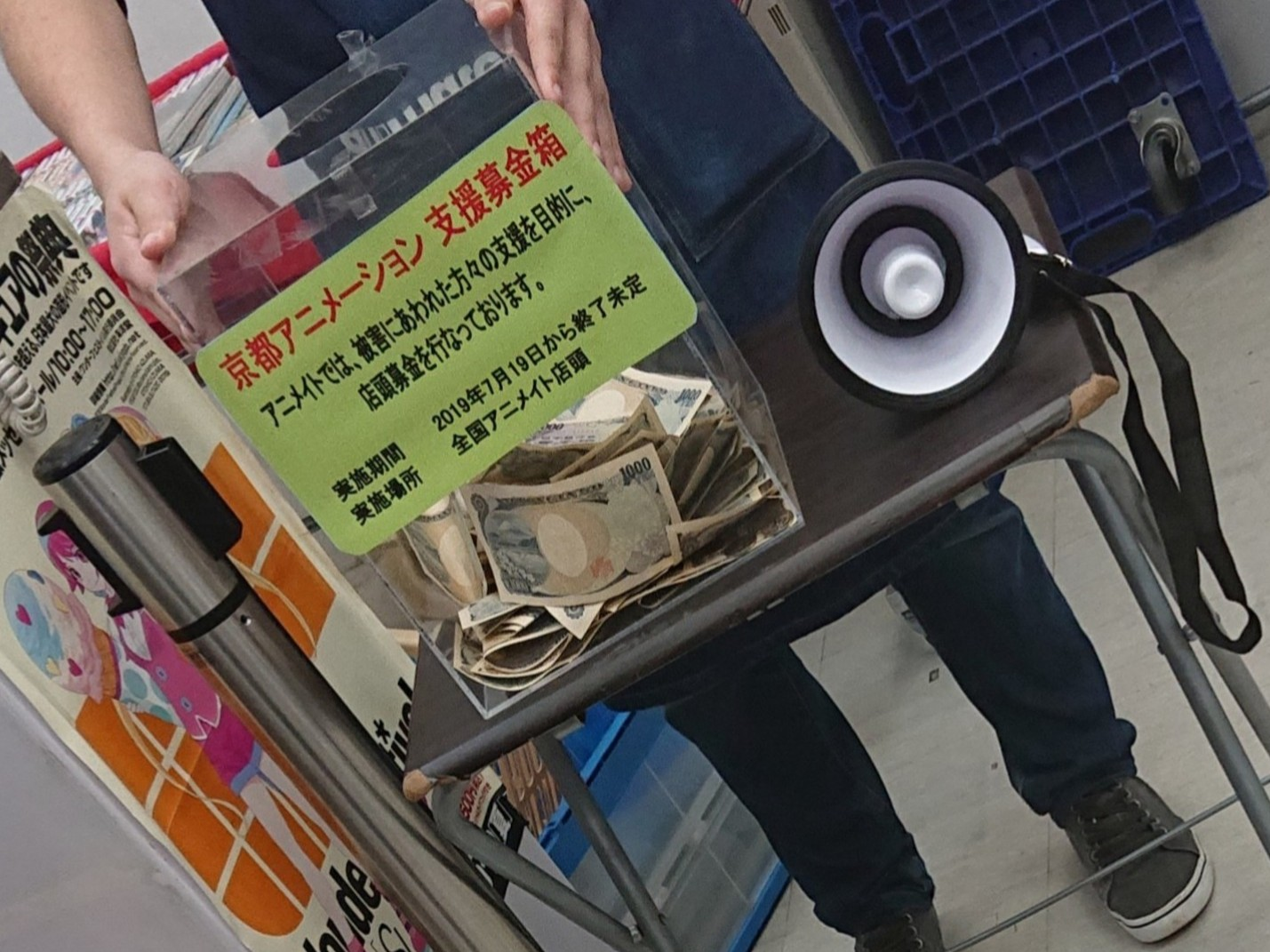
Caixa de doações em uma loja Animate, Akihabara.

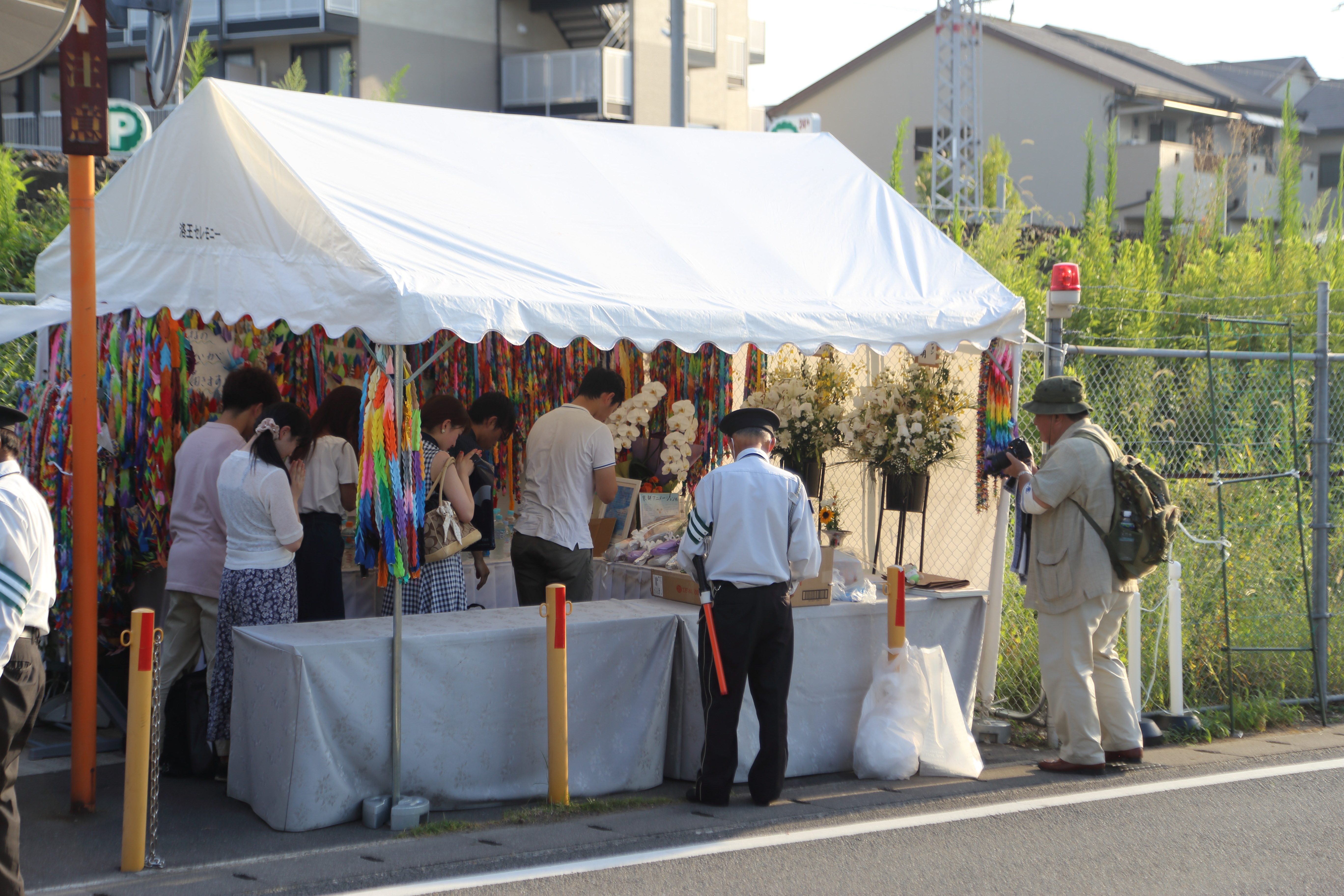
Flores que foram arranjadas no campo perto da Estação Rokujizo.

A Kyoto Animation aceitou doações diretas através de uma conta bancária local para ajudar as vítimas do ataque de 23 de julho a 27 de dezembro de 2019. Eventualmente, a conta bancária havia acumulado aproximadamente 3,3 bilhões de ienes. As doações incluíram uma doação à parte de dez milhões do músico japonês Yoshiki e da desenvolvedora de jogos Key. Foi estimado que a empresa precisaria de dez bilhões para cobrir os custos de apoiar as vitimas e famílias afetadas além de despesas relacionadas a recuperação das operações da empresa. A partir de novembro de 2019, a empresa começou o processo de distribuir os fundos arrecadados para as vitimas, onde cada vítima recebeu uma certa quantidade após diversas considerações como severidade de ferimentos, se a vítima era a única pessoa a sustentar sua família, entre outros fatores.

### Domésticas
O Primeiro-Ministro Shinzō Abe expressou suas condolências e declarou que ficou "sem palavras" diante da escala do incidente. Sendo uma ocorrência única na história corporativa japonesa, uma medida foi passada na Dieta Nacional permitindo que as doações aos estúdios fossem isentas de impostos. As embaixadas da China, França, Filipinas e Bélgica no Japão, ofereceram suas palavras de condolência.
Diversas pessoas e organizações relacionadas à indústria expressaram preocupação e apoio, como os diretores de animação Makoto Shinkai e Tatsuki, Aki Toyosaki (dubladora em K-On!), as dubladoras Aya Hirano, Minori Chihara e Yūko Gotō, de Suzumiya Haruhi no Yūutsu, Honobu Yonezawa (autor de Hyōka), o estúdio Key (desenvolvedor de Clannad) e a empresa de mídia Kadokawa Corporation. Estúdios de animação como SHAFT, Sunrise, Bandai Namco Pictures, Toei Animation, Bones, Khara, Trigger, Walt Disney Japan e Madhouse também ofereceram apoio.
Animate, uma das maiores revendedoras de anime, videogames e mangá do Japão, aceitou doações em todas as suas lojas para apoiar as vítimas, e até 1 de setembro havia arrecadado mais de 330 milhões de ienes.

### Estrangeiras
Vários dignitários estrangeiros, incluindo Justin Trudeau, Tsai Ing-wen e António Guterres, ofereceram suas próprias mensagens de apoio às vítimas.
Em consequência do incêndio, uma petição do GoFundMe foi lançada pela licenciante norte-americana de anime Sentai Filmworks. Com o valor de US$ 750 000 como objetivo, a petição superou a marca de 1 milhão de dólares em doações em suas primeiras 24 horas. A petição recebeu US$ 2,3 milhão ao fim de sua vigência. Em 7 de dezembro de 2019, Sentai já havia transferido todos os fundos arrecadados, exceto por uma quantia para as tarifas de processamento de cartões de créditos, à Kyoto Animation.
Fãs também contribuíram diretamente através da compra de imagens em alta qualidade da loja digital japonesa da Kyoto Animation, já que imagens digitais não necessitam de funcionários para serem distribuídas. As licenciantes estadunidenses Aniplex da América, Funimation, Crunchyroll, e Nickelodeon Animation ofereceram seu apoio. O bloco Toonami do Adult Swim iniciou sua transmissão de 20 de julho de 2019 solicitando que seus espectadores doassem ao GoFundMe organizado pela Sentai Filmworks.